# Chattahoocheefloden
Chattahoocheefloden (engelska: Chattahooche River) är en 690 km lång flod i USA. Den rinner söderut genom delstaterna Georgia, Alabama och Florida tills den träffar på Flint River och bildar Apalachicola River, som rinner ut i Mexikanska golfen.

### Fotnoter
1. ↑  ”Chattahoochee-Flint River Basin”. River Basin Center. Arkiverad från originalet den 9 juni 2010. https://web.archive.org/web/20100609220221/http://www.rivercenter.uga.edu/education/k12resources/basinsofga2.htm. Läst 4 augusti 2010.